# Kyrksjön (Ljusdals socken, Hälsingland)
Kyrksjön är en sjö i Ljusdals kommun i Hälsingland och ingår i Ljusnans huvudavrinningsområde. Sjön är 17 meter djup, har en yta på 0,621 kvadratkilometer och är belägen 124 meter över havet.

## Delavrinningsområde
Kyrksjön ingår i det delavrinningsområde (685704-151518) som SMHI kallar för Utloppet av Kyrksjön. Medelhöjden är 135 meter över havet och ytan är 3 kvadratkilometer. Det finns inga avrinningsområden uppströms utan avrinningsområdet är högsta punkten. Vattendraget som avvattnar avrinningsområdet har biflödesordning 2, vilket innebär att vattnet flödar genom totalt 2 vattendrag innan det når havet efter 115 kilometer. Avrinningsområdet har 0,62 kvadratkilometer vattenytor vilket ger det en sjöprocent på 20,6 procent. Bebyggelsen i området täcker en yta av 2,05 kvadratkilometer eller 68 procent av avrinningsområdet.